# Transports dans la Charente

Les transports dans le département français de la Charente sont organisés autour de la préfecture Angoulême, seul véritable nœud routier et ferroviaire du département. Angoulême est située sur les deux axes ferroviaires reliant Paris à Bordeaux, la ligne classique et la ligne à grande vitesse, ce qui permet à la Charente de bénéficier de TGV fréquents vers Paris-Montparnasse, Bordeaux-Saint-Jean et de nombreuses villes de la moitié nord de la France. En ce qui concerne le transport routier, la route nationale 10 relie elle aussi Paris à Bordeaux par Angoulême, mais un tracé par Niort et Saintes a été préféré à celui par Angoulême lors de la construction de l'autoroute A10 qui la double : la Charente est ainsi l'un des rares départements de France métropolitaine hors Bretagne à n'avoir aucune autoroute.

## Transport routier

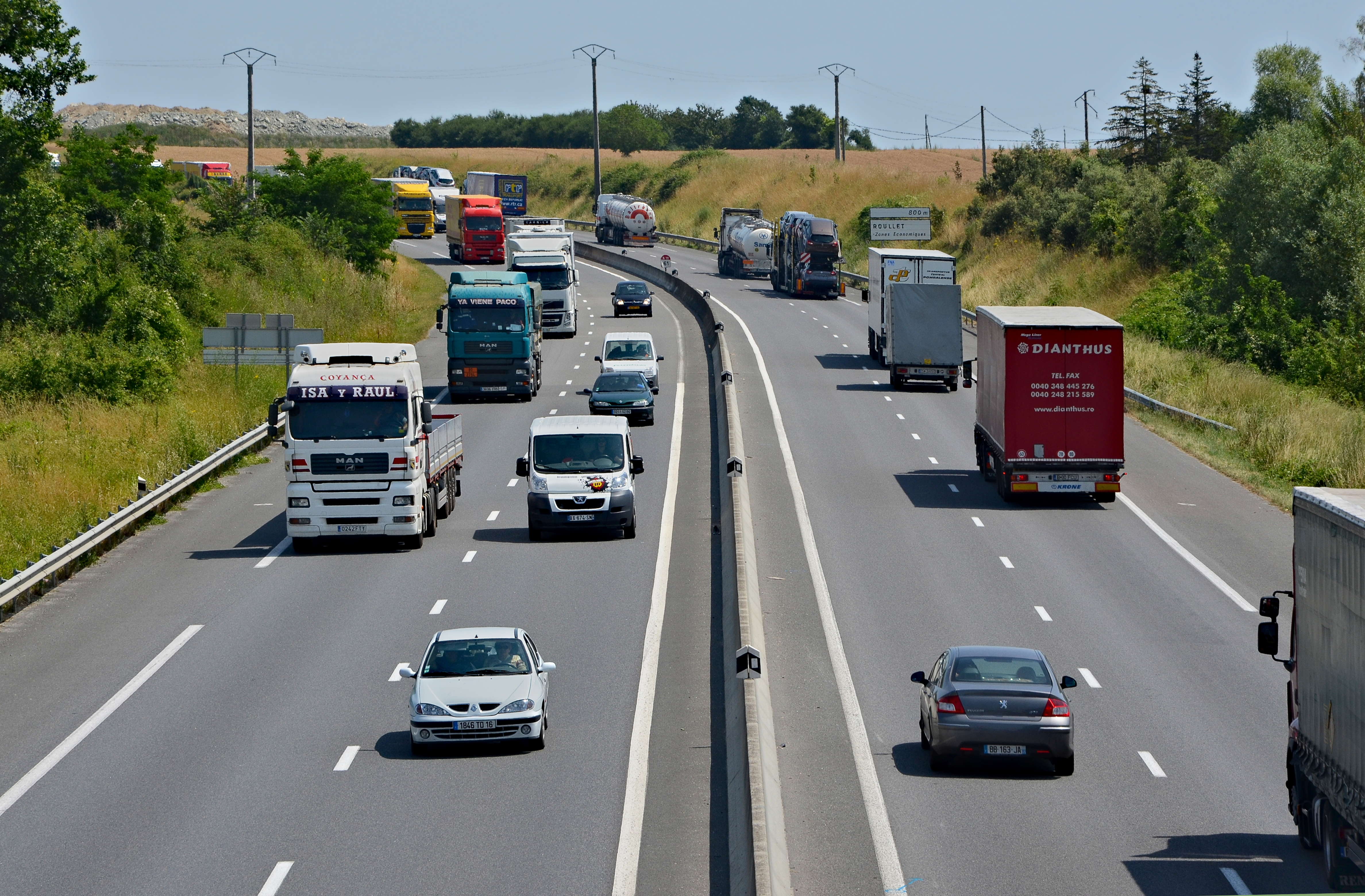
La route nationale 10 au niveau de Roullet-Saint-Estèphe.

### Infrastructures routières
Deux axes routiers conservés dans le réseau routier national après la vague de déclassements de 2006 et en grande partie aménagés en voie rapide à 2x2 voies se croisent au niveau d'Angoulême :
- la route nationale 10 relie Poitiers à Bordeaux (historiquement, elle reliait Paris à la frontière espagnole). Outre Angoulême, elle dessert notamment Ruffec et Barbezieux-Saint-Hilaire dans le département. Elle constitue une alternative gratuite à l'autoroute A10, ce qui explique son trafic important notamment en ce qui concerne les poids lourds (24 000 véhicules/jour dans le sud du département et jusqu'à 53 000 dans l'agglomération d'Angoulême[2]) ;
- la route nationale 141 relie Limoges à Saintes et à La Rochelle, et dessert notamment la deuxième ville du département, Cognac. Elle constitue la branche sud-ouest de la Route Centre-Europe Atlantique (RCEA).

### Transport collectif de voyageurs
La Charente est desservie par le réseau des cars régionaux Nouvelle-Aquitaine, qui exploite une vingtaine de lignes dans le département.

## Transport ferroviaire

### Historique

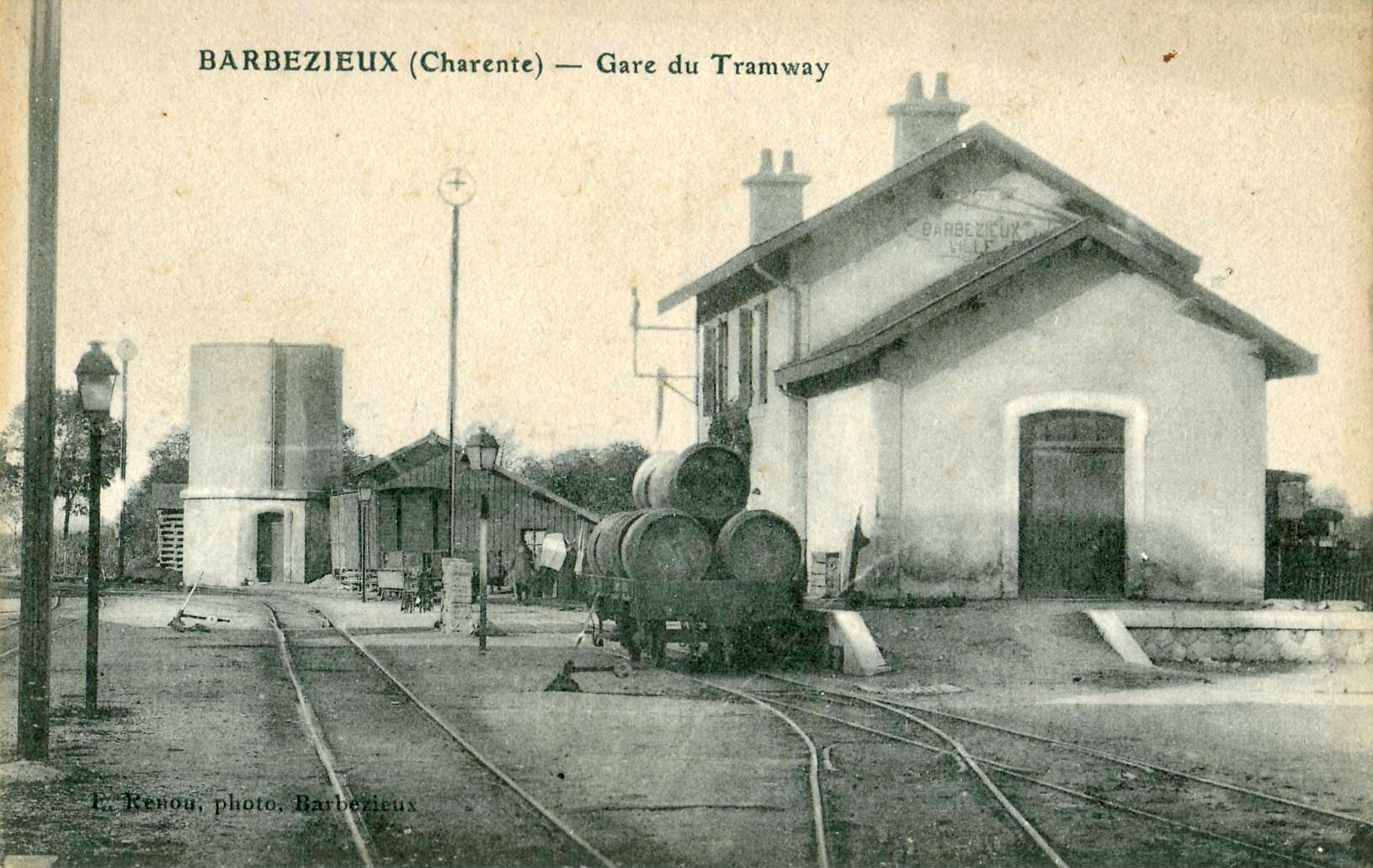
La gare du tramway (c'est-à-dire des Chemins de fer économiques des Charentes) à Barbezieux-Saint-Hilaire, au début du XXe siècle.

La ligne de Paris-Austerlitz à Bordeaux-Saint-Jean, première ligne ferroviaire du département et qui restera jusqu'en 2017 son principal axe ferroviaire, a ouvert en 1852 au sud d'Angoulême et en 1853 au nord de la ville. Le réseau d’intérêt général de la Charente a été développé par la Compagnie du chemin de fer de Paris à Orléans (PO) pour la grande ligne de Paris à Bordeaux et par la Compagnie des chemins de fer des Charentes pour les lignes transversales — le réseau de celle-ci fut repris par l'Administration des chemins de fer de l'État en 1878 après le dépôt de bilan de la compagnie. Angoulême conservera longtemps deux gares distinctes pour les deux réseaux.
À la fin du XIXe siècle, le chemin de fer d’intérêt général s'organisait en étoile autour d'Angoulême et atteignait de nombreuses villes et bourgs du département, dont Angoulême, Barbezieux, Chabanais, Chalais, Châteauneuf-sur-Charente, Cognac, Confolens, Jarnac, Montmoreau, La Rochefoucauld et Ruffec. En 1900, toutes les lignes sont encore à voie unique, à l'exception de la grande ligne de Paris à Bordeaux et de quelques courts troncs communs à la sortie d'Angoulême.
Des lignes à écartement métrique, moins onéreuses, seront également construites pour desservir les territoires restés isolés. Plus de 370 km de chemins de fer d’intérêt local sont construits entre 1895 et 1913 par les Chemins de fer économiques des Charentes, dont le réseau atteint à son apogée Aigre, Champagne-Mouton, Mansle, Montbron, Rouillac ou encore Villebois-Lavalette, ainsi que les principales villes déjà desservies par le réseau d'intérêt général. Ces lignes à écartement métrique fermeront dans les années 1930 et 1940 ; beaucoup de lignes à écartement normal subiront le même sort, principalement dans la deuxième moitié du XXe siècle.
La ligne de Paris-Austerlitz à Bordeaux-Saint-Jean, l'une des plus performantes du réseau ferroviaire français, est électrifiée dès 1938. Dans les années 1970, elle devient l'une des premières lignes exploitées à la vitesse commerciale de 200 km/h sur une grande partie de son parcours, et le TGV y circule à partir de 1990. Elle est enfin doublée en 2017 par la LGV Sud Europe Atlantique, qui met Angoulême à 1 h 43 de Paris et 0 h 35 de Bordeaux.
|                                             |
| Le réseau ferroviaire à son apogée en 1920. |

|                                     |
| Le réseau ferroviaire de nos jours. |

|                                                    |
| Carte animée de l’évolution du réseau ferroviaire. |

### Situation actuelle

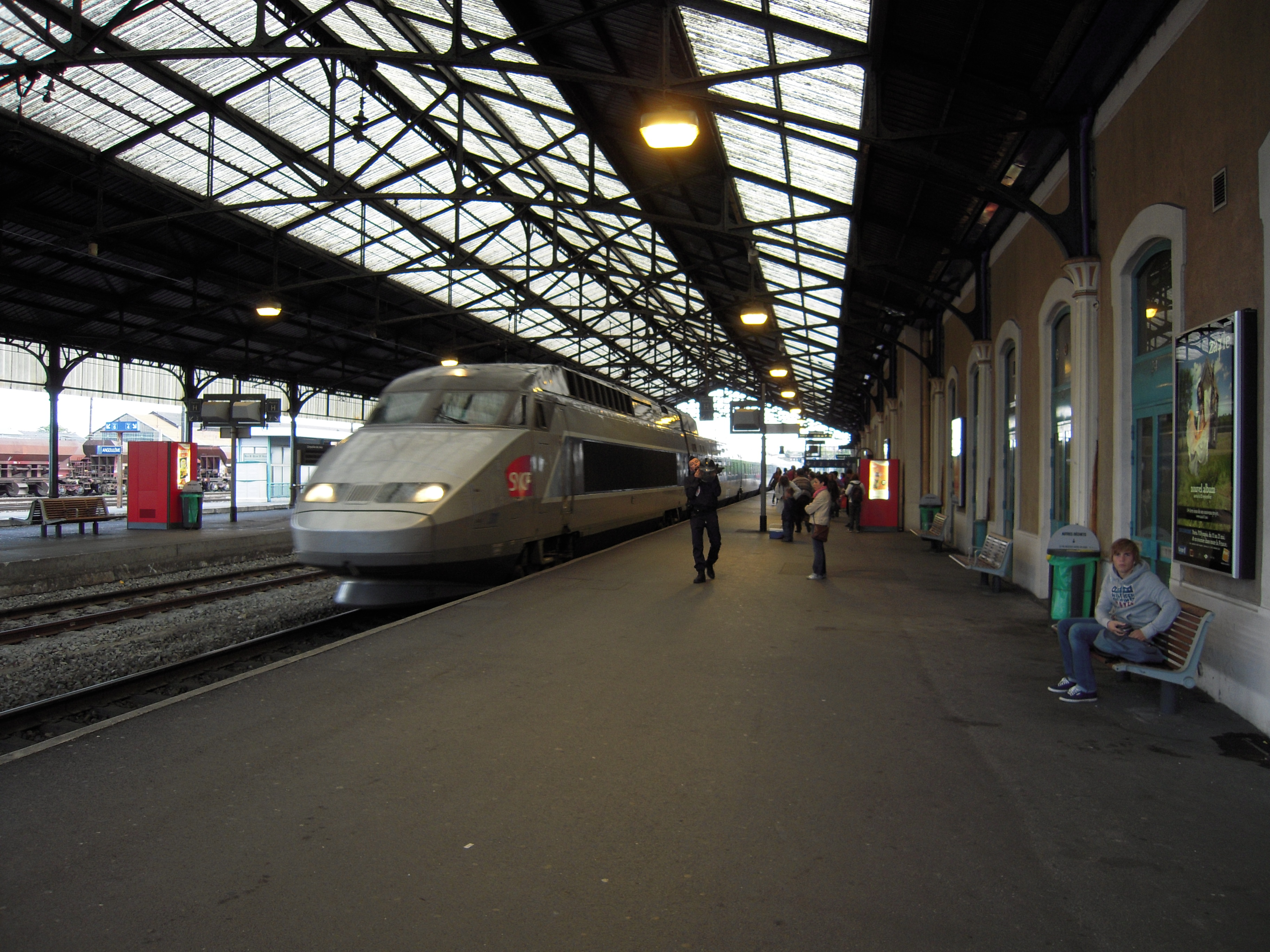
Un TGV Atlantique sous la grande halle voyageurs de la gare d'Angoulême en 2010.

La principale gare de voyageurs est la gare d'Angoulême, avec une fréquentation annuelle de 1 826 000 voyageurs en 2019, suivie de loin par la gare de Cognac et ses 147 000 voyageurs.
La Charente est traversée par deux lignes ferroviaires parallèles reliant Paris à Bordeaux, l'axe historique de la ligne de Paris-Austerlitz à Bordeaux-Saint-Jean (qui accueille toujours un important trafic de fret et quelques TER Nouvelle-Aquitaine) et la LGV Sud Europe Atlantique utilisées par les trains à grande vitesse (TGV inOui, Ouigo). Des raccordements entre les deux lignes permettent aux trains à grande vitesse de desservir la gare d'Angoulême.
En-dehors de ces deux lignes, seule la ligne de Beillant à Angoulême, à voie unique non-électrifiée, conserve un trafic voyageurs : elle permet de relier Saintes et Cognac à Angoulême.

## Transport fluvial
Si la Charente en aval d'Angoulême a été une importante voie de commerce jusqu'au XIXe siècle, elle n'est aujourd'hui plus parcourue que par la navigation de plaisance.

## Transport aérien
Le petit aéroport international Angoulême-Cognac n'est plus desservi par aucune ligne commerciale régulière, mais conserve un trafic important d'aviation d'affaires et de formation. L'aéroport de Cognac-Châteaubernard est d'usage principalement militaire mais accueille un aéroclub. L'aérodrome de Chalais est quant à lui destiné à l'aviation légère de tourisme et de loisirs.

## Transports en commun urbains et périurbains
GrandAngoulême et le Grand Cognac sont autorités organisatrices de la mobilité sur leur territoire et organisent des services de transport dans leur ressort territorial.
Le réseau Möbius de GrandAngoulême comporte deux lignes de bus à haut niveau de service (BHNS) et une quarantaine d'autres lignes d'autobus (dont certaines à dominante scolaire). Ce réseau est le lointain héritier du tramway d'Angoulême qui circula dans la ville de 1900 à 1935.
Le réseau Transcom du Grand Cognac est plus modeste, avec seulement six lignes régulières et du transport à la demande.

## Modes actifs
Le département est traversé par plusieurs voies vertes, véloroutes et sentiers de grande randonnée.